# (14360) Ipatov
(14360) Ipatov ist ein Asteroid des Hauptgürtels. Er wurde am 13. Februar 1988 vom belgischen Astronomen Eric Walter Elst an der Europäischen Südsternwarte (IAU-Code 262) in Chile entdeckt.
Der Himmelskörper wurde am 15. Dezember 2005 nach dem russischen Astronomen Sergei Iwanowitsch Ipatow (* 1952) benannt. Ipatov ist die englische Schreibweise seines Namens.